# Donald Schön
Donald Alan Schön, född 19 september 1930 i Boston, Massachusetts, död 13 september 1997 i Boston, var en amerikansk filosof och organisationsteoretiker. Schön studerade vid Yale University, Harvard University och Paris universitet. Han är mest känd för sin bok The reflective practitioner från 1983 och den bok som han skrev tillsammans med Chris Argyris, Organizational learning: A theory of action perspective, som kom ut 1978. Tillsammans med Chris Argyris utvecklade han även teorin dubbel-loop-lärande (engelska: double-loop learning).